# Keven Mealamu
Keven Mealamu (20 de março de 1979) é um ex-jogador de rugby union neozelandês, que joga na posição de forward.

## Carreira
Keven Mealamu integrou o elenco da Seleção de Rugby Union da Nova Zelândia campeão na Copa do Mundo de Rugby Union de 2015.